# Воррен Девідсон
Воррен Ерл Девідсон (англ. Warren Earl Davidson; нар. 1 березня 1970, Трой, Огайо) — американський політик-республіканець, член Палати представників США з 2016 р.
Девідсон служив в армії, у 1995 р. закінчив Військову академію США. Він також отримав ступінь магістра ділового адміністрування в Університеті Нотр-Дам, працював у бізнесі.
Одружений, має двох дітей.